# Irving Kristol
Irving Kristol, född 22 januari 1920 i Brooklyn, New York, död 18 september 2009 i Falls Church, Virginia, var en amerikansk neokonservativ ideolog, författare, redaktör och debattör.  Han är känd som neokonservatismens "grand old man".

## Biografi
Kristol tog examen vid City College of New York 1940 och deltog militärt i andra världskriget i Europa.
I början av sin politiska bana var Irving Kristol trotskistisk socialist. Han var redaktör för tidningen Commentary 1947-1952, Encounter 1953-1958 och Reporter 1959-1960. Därefter var han vice VD för Basic Books fram tills han blev professor vid New York University 1969.
Under åren ändrade han långsamt sin politiska synvinkel. Han började hämta inspiration från europeiska konservativa tänkare och under Vietnamkriget vände han vänstern ryggen. Istället blev han förgrundsfigur för neokonservatismen. 
År 1965 var Kristol med att bilda de neokonservativas husorgan Public Interest, vars redaktion han tillhörde under lång tid. 
Kristol har skrivit ett antal böcker, varav hans Two Cheers for Capitalism är mest berömd och räknas bland de klassiska verken i amerikansk politik.
Sedan 1977 var han ansluten till American Enterprise Institute, och 2002 fick han den prestigefulla Presidential Medal of Freedom.
Irving Kristol ska inte förväxlas med sin son William Kristol, som  varit kanslichef åt USA:s vicepresident Dan Quayle.